# Lipotriches sanguinolenta
Lipotriches sanguinolenta är en biart som först beskrevs av Heinrich Friese 1930.  Lipotriches sanguinolenta ingår i släktet Lipotriches och familjen vägbin. Inga underarter finns listade i Catalogue of Life.